# Khu di tích chiến thắng Rạch Gầm – Xoài Mút
Khu di tích chiến thắng Rạch Gầm – Xoài Mút tọa lạc tại ấp Đông, xã Kim Sơn, huyện Châu Thành, tỉnh Tiền Giang, Việt Nam; cách thành phố Mỹ Tho hơn 12 km về phía tây.

## Sự kiện

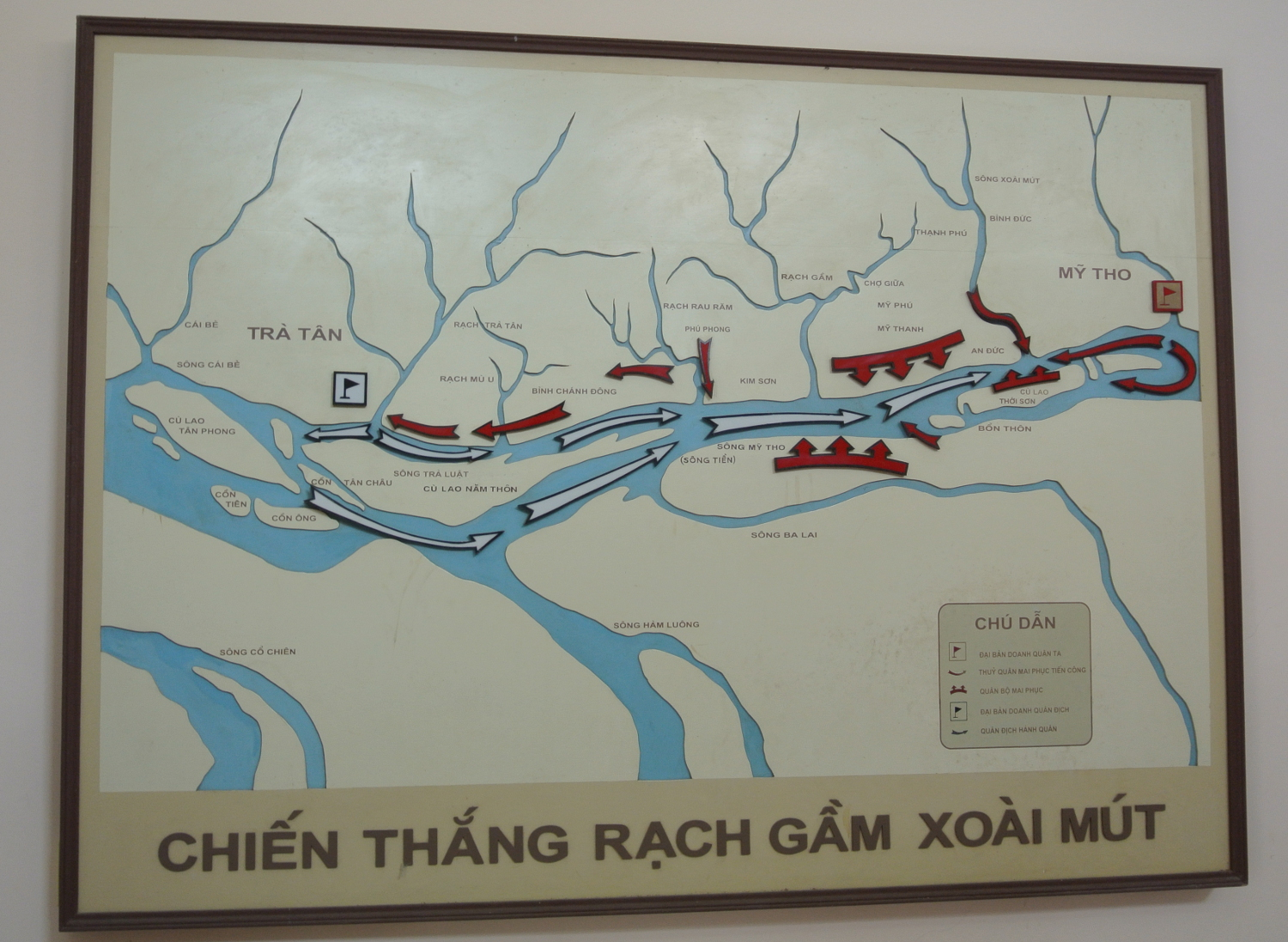
Khu vực xảy ra trận Rạch Gầm – Xoài Mút

Nhận lời cầu viện của Nguyễn Phúc Ánh, 5 vạn quân Xiêm La đã rầm rộ kéo sang Việt Nam, rồi tấn công căn cứ quân Tây Sơn ở Mỹ Tho. Tướng Nguyễn Huệ liền cho thủy quân mai phục sẵn ở đoạn sông Rạch Gầm – Xoài Mút; còn bộ binh và pháo binh thì mai phục ở trên bờ. Khi quân Xiêm lọt vào trận địa, pháo binh Tây Sơn bất ngờ tấn công, bộ binh và thủy quân xông ra tiêu diệt gần như toàn bộ quân địch vào ngày 20 tháng 1 năm 1785.
Để biểu dương chiến thắng lịch sử này, năm 1992, Bộ Văn hóa - Thông tin đã công nhận "Chiến thắng Rạch Gầm Xoài Mút" là di tích cấp quốc gia. Quyết định ký ngày 2 tháng 12 năm 1992, Bộ trưởng Trần Hoàn ký bằng công nhận ngày 14 tháng 5 năm 1993. Và cũng để kỷ niệm trận đại thắng ấy, năm 2001, một khu di tích được khởi công xây dựng và khánh thành vào ngày 20 tháng 1 năm 2005, nhân "kỷ niệm 220 năm chiến thắng Rạch Gầm – Xoài Mút".
Di tích đã được xếp hạng di tích quốc gia đặc biệt theo Quyết định số 2408/QĐ-TTg ngày 31/12/2014 của Thủ tướng Chính phủ.

## Khu di tích
Khu di tích nằm cạnh bờ sông Tiền và đường tỉnh 864, nên rất thuận tiện cho khách tham quan. Với tổng diện tích hơn 2 ha, khu di tích gồm tượng đài Nguyễn Huệ, nhà trưng bày (số 1 và số 2), và một nhà cổ Nam Bộ.

### Tượng đài Nguyễn Huệ
Tượng đài anh hùng dân tộc Nguyễn Huệ nằm ngay trung tâm của khu di tích. Tượng làm bằng đồng nặng 20 tấn, cao hơn 8 mét, được đặt trên bệ cao mô phỏng hình chiến thuyền. Tượng vị anh hùng được tác giả thể hiện trong tư thế rút gươm rất uy dũng. Bên cạnh ông là một binh sĩ đang giương cung và một người dân đang chèo thuyền tạo thành một thể thống nhất, hài hòa.

### Các khu nhà
- Nhà trưng bày số 1: rộng 135 m²,[2] trưng bày dãy tranh ghép gốm[1] và nhiều hiện vật liên quan đến trận đánh như các loại vũ khí của quân Tây Sơn và quân Xiêm. Đa số hiện vật trưng bày được tìm thấy dưới lòng sông nơi xảy ra trận đánh.[2][3]
- Nhà trưng bày số 2: rộng 132 m², trưng bày bộ sưu tập 546 hiện vật lớn nhỏ bao gồm những phương tiện sử dụng và vũ khí của cả hai bên.[1][3]
- Nhà cổ Nam Bộ: 3 gian, 2 chái, 48 cột gỗ căm xe, mái ngói âm dương, có diện tích 225 m². Trong nhà các vật dụng được xếp đặt nhằm tái hiện cuộc sống của những người dân phú nông của đất Nam Bộ xưa. Ngôi nhà cổ này được phục chế lại và chuyển nguyên vẹn từ huyện Gò Công về.[1][3]

## Ảnh

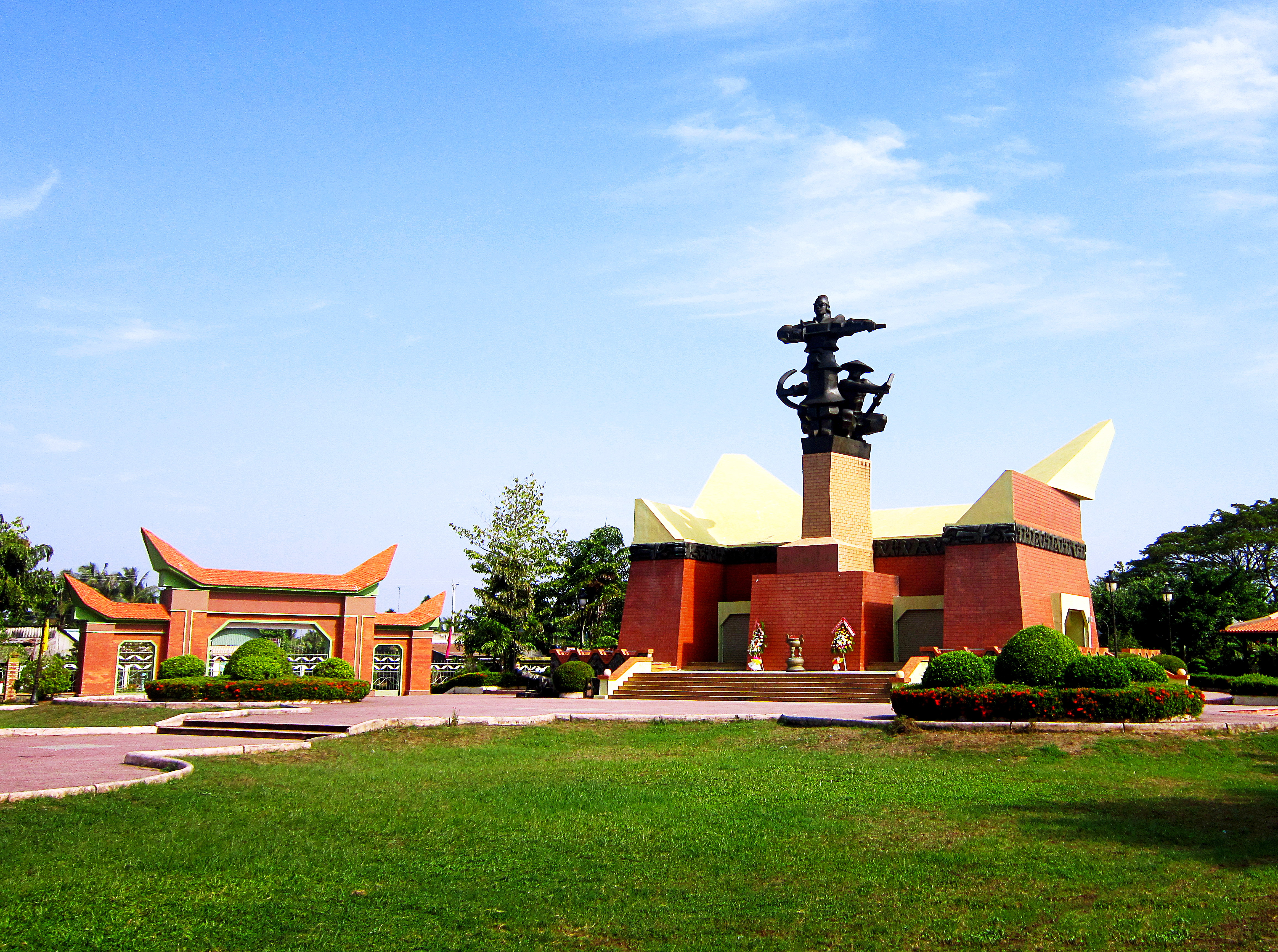
Khu di tích chiến thắng Gạch Gầm-Xoài Mút
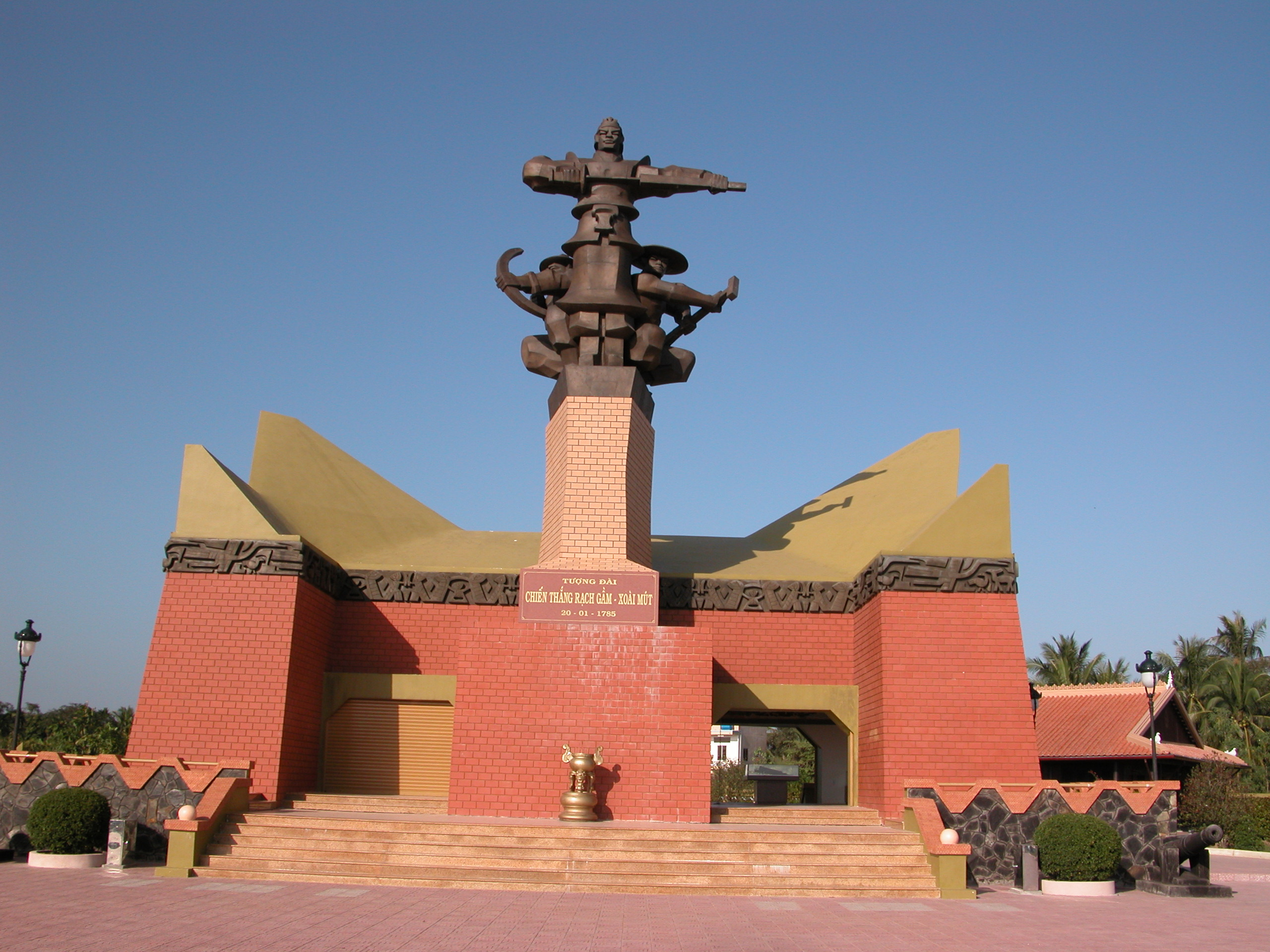
Tượng đài Nguyễn Huệ
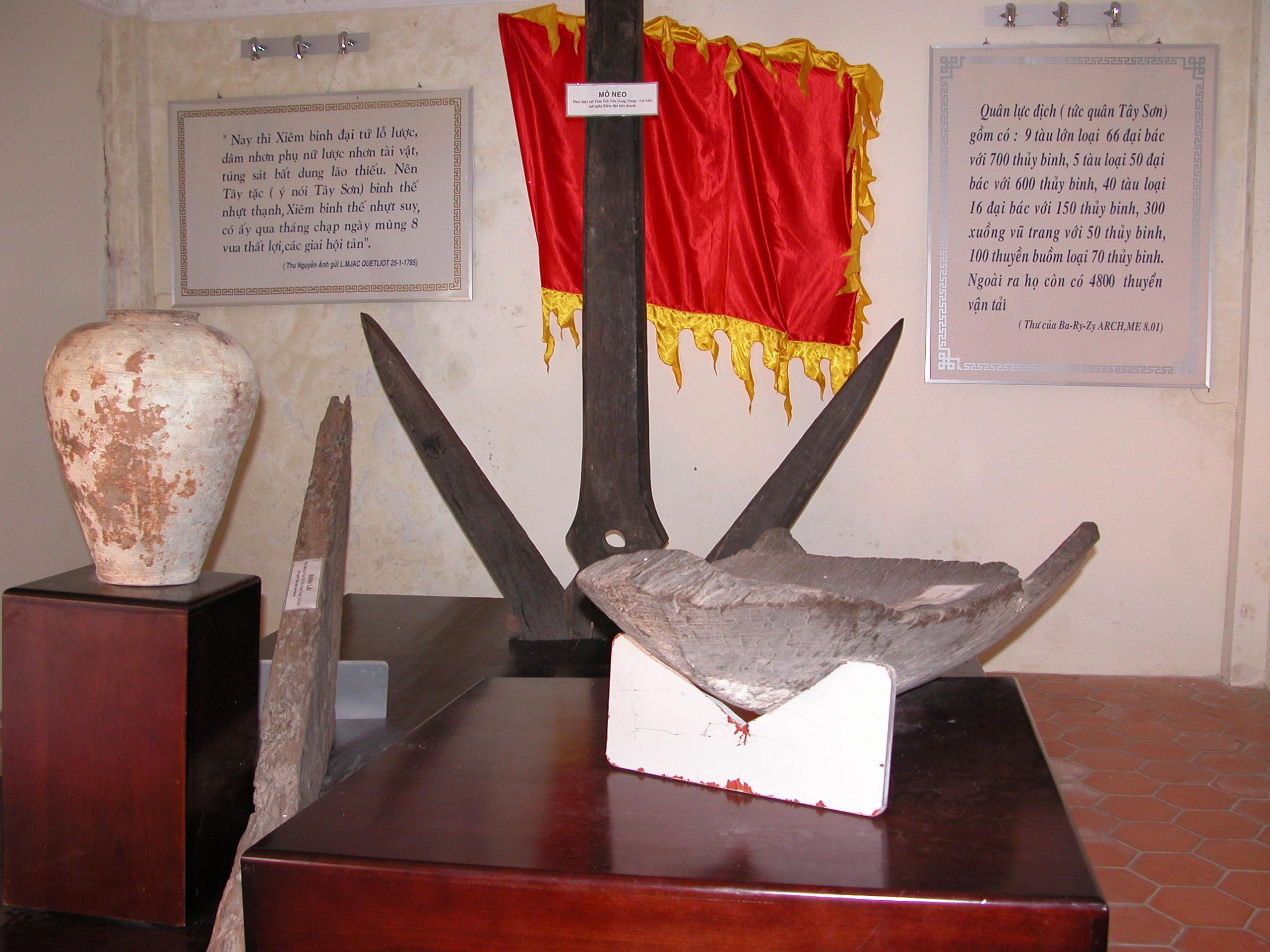
Di vật và đánh giá đương thời sau trận chiến trong nhà trưng bày
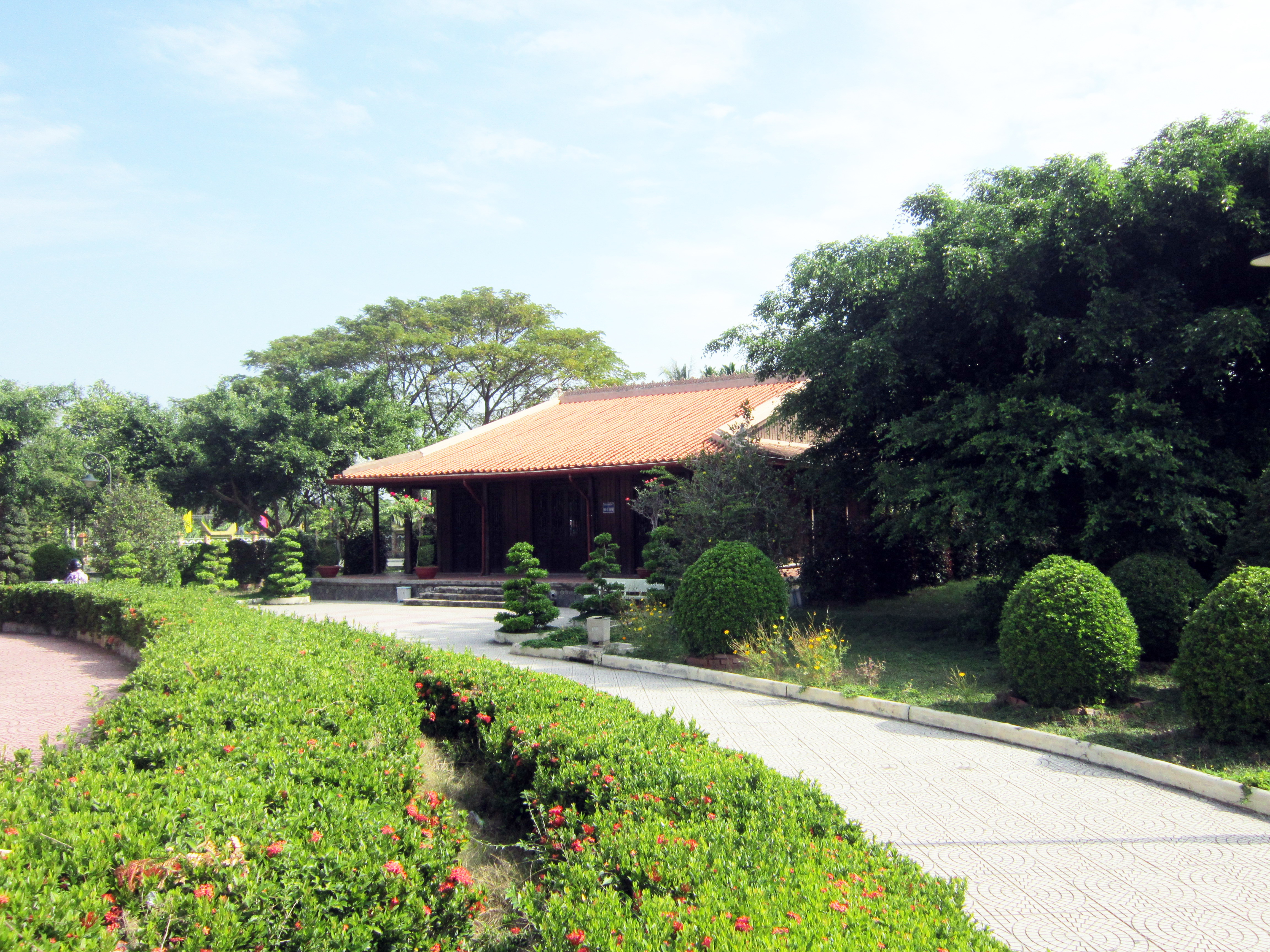
Nhà cổ Nam Bộ trong khu di tích
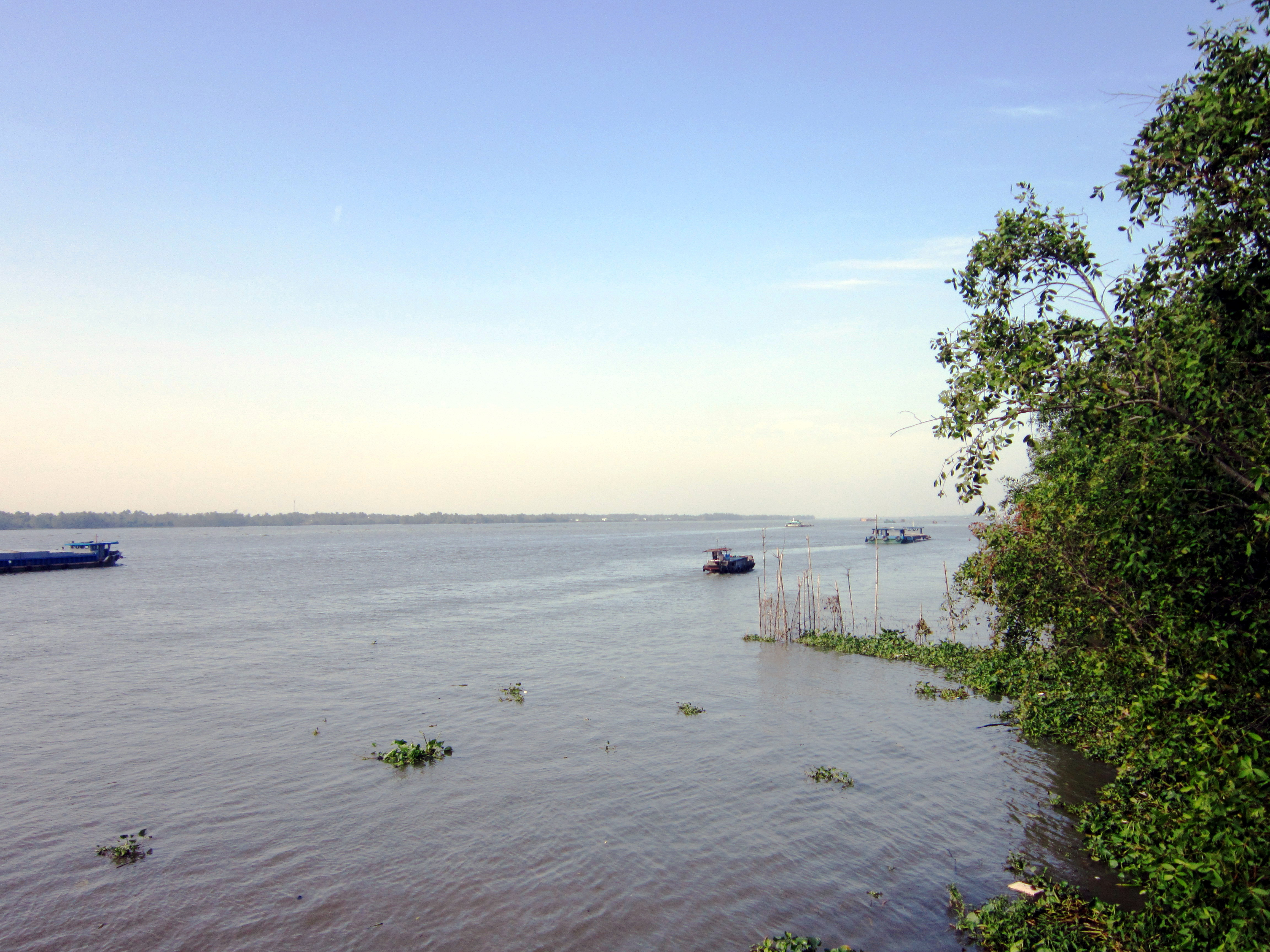
Sông Tiền, đoạn Rạch Gầm – Xoài Mút